# (9448) Donaldavies
(9448) Donaldavies (1997 LJ3) – planetoida z grupy pasa głównego asteroid okrążająca Słońce w ciągu 4,48 lat w średniej odległości 2,72 j.a. Odkryta 5 czerwca 1997 roku.